# Politik på Korsika
Politikken på Korsika er domineret af spørgsmålet om korsikansk selvstyre. Der findes flere bevægelser, som arbejder for korsikansk uafhængighed, nogle dog mest for indre selvstyre. Generelt set drejer kravene sig om fremme af det korsikanske sprog, mere magt til det regionale råd og yderligere undtagelser for franske skatte- og toldregler (man har allerede et vist grad af frihandelszone på Korsika).
Den traditionelle, franske centralisme, som stammer fra revolutionstiden, slår igennem i de langstrakte forhandlinger om korsikansk selvstyre. På beboernes side er der tilsyneladende også tvivl om selvstændighedstanken, for der kan ikke samles folkeligt flertal for den.

## Løsrivelsesbevægelsen
Enkelte grupper har i årevis brugt bombesprængninger og snigmord i den politiske kamp. Desuden benytter de sig af mafiaagtige metoder som pengeafpresning og hærværk mod hjem og virksomheder, der ikke vil betale. Oven i dette kommer skræmmekampagner overfor dem, der ikke vil give efter for gruppernes krav. Som et eksempel kan det nævnes, at journalisten Christine Clercs bil blev beskudt med maskinpistol natten til den 5. september 2003, efter at hun den 1. september havde skrevet en artikel i avisen Le Figaro om netop skræmmekampagner og forbrydelser mod franske ikke-korsikanere på øen. Den 6. februar 1998 blev præfekten, Claude Érignac, myrdet, men hans formodede morder, Yvan Colonna, blev først arresteret den 4. juli 2003.

## Forslag om øget selvstyre
I 2000 gik premierminister Lionel Jospin ind på at tillade en øget grad af selvstyre på Korsika mod at volden ophører. Det blev imødegået kraftigt fra den gaullistiske opposition, som slog på den centralistiske frygt for en opløsning af Frankrig, hvis man giver efter overfor ét af mindretallene. De mener, at der øjeblikkeligt vil opstå krav om tilsvarende lempelser fra Bretagne, Provence, Alsace, Baskerland og Savoyen m.fl.
Forslaget ville give øget beskyttelse af det ældgamle, korsikanske sprog, som nedstammer direkte fra latin. Det vil blive et væsentligt brud med en meget lang, fransk tradition for undertrykkelse af mindretalssprog.
Ved en folkeafstemning den 6. juli 2003 var et flertal af korsikanerne imod et projekt fra Jean-Pierre Raffarins regering, fremlagt af indenrigsminister Nicolas Sarkozy, som ville have ændret Korsikas politiske institutioner og givet øens befolkning større selvstyre. Det diskuteres nu, om nej'et skyldtes en generel afvisning af alt selvstyre, eller om det skal forstås som et nej til begrænsningerne i det forslag, der var til afstemning.

## Fremgang for nationalister
Ved lokalvalgene på Korsika i 2015 fik en koalition af to nationalistiske partier, Pè a Corsica, 35,3 % af stemmerne, hvilket var en firedobling af partiernes samlede stemmetal. Ved valgene til den franske nationalforsamling i 2017 opnåede Pè a Corsica at få valgt 3 af øens 4 deputerede. Og ved regionsvalgene i 2017 fik koalitionen 56,46% af de afgivne stemmer ved anden valgrunde. Dermed besatte de 41 af regionalforsamlingens 63 pladser. Lederen af Korsikas eksekutivråd er herefter Gilles Simeoni, koalitionens leder.

## Eksternt link
CNN’s opgørelse over afstemningsresultatet